# 欣门族
欣门族是越南官方认定的54个民族之一，分布在越南东北部的山罗省和莱州省，另有部分族群分布在老挝北部。
他们说欣门语，是南亚语系孟-高棉语族的一种语言。